# George K. Favrot

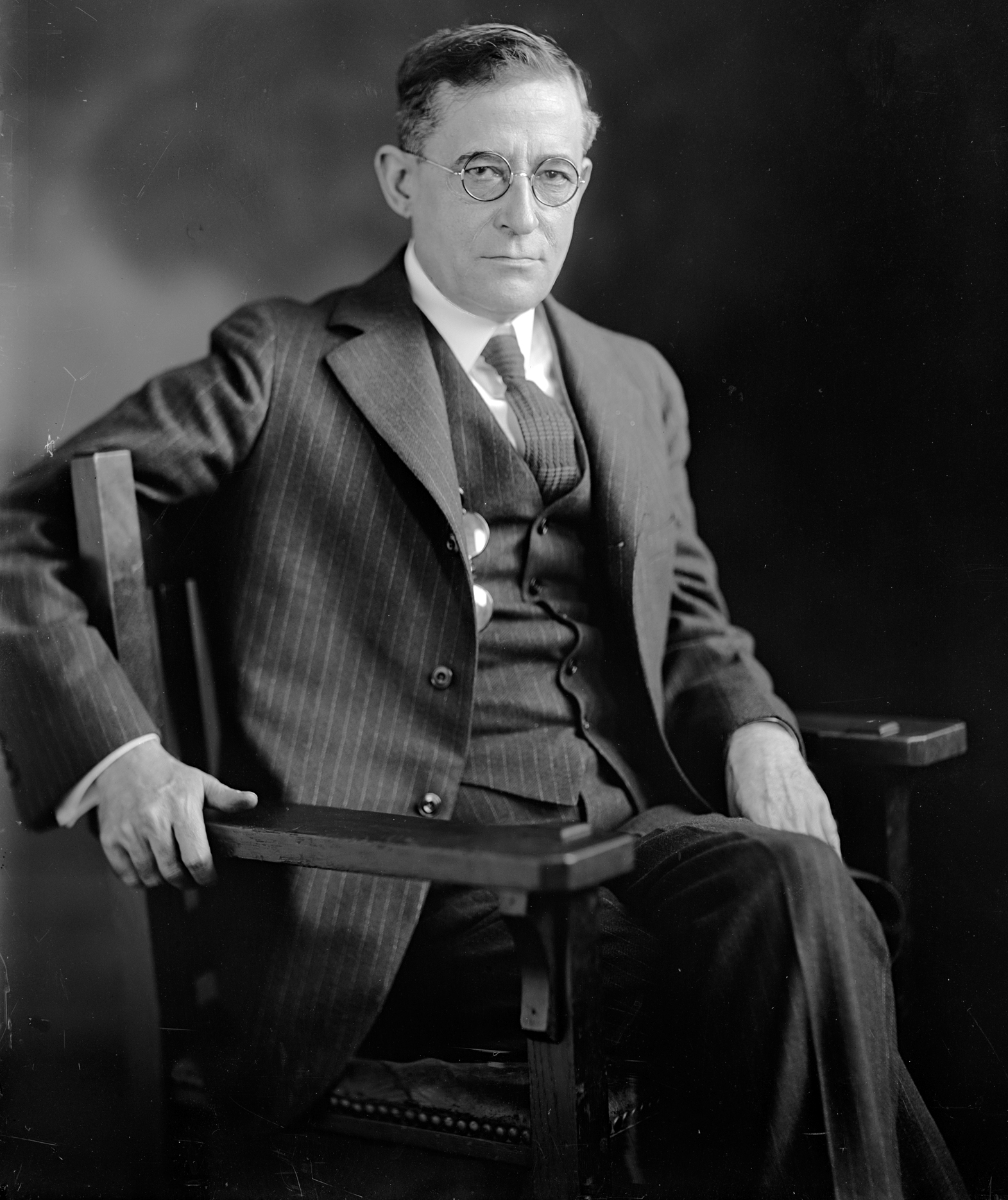
George K. Favrot

George Kent Favrot (* 26. November 1868 in Baton Rouge, Louisiana; † 26. Dezember 1934 ebenda) war ein US-amerikanischer Politiker. Zwischen 1907 und 1909 sowie nochmals von 1921 bis 1925 vertrat er den Bundesstaat Louisiana im US-Repräsentantenhaus.

## Werdegang
George Favrot besuchte die öffentlichen Schulen seiner Heimat und studierte danach bis 1888 an der Louisiana State University. Nach einem anschließenden Jurastudium an der Tulane University in New Orleans und seiner im Jahr 1890 erfolgten Zulassung als Rechtsanwalt begann er in Baton Rouge in seinem neuen Beruf zu arbeiten. Zwischen 1892 und 1896 und von 1900 bis 1904 war Favrot Bezirksstaatsanwalt im 22. Gerichtsbezirk von Louisiana. Danach fungierte er bis 1906 als Bezirksrichter. Politisch war er Mitglied der Demokratischen Partei. Im Jahr 1898 nahm Favrot als Delegierter an einer Versammlung zur Überarbeitung der Staatsverfassung von Louisiana teil.
Bei den Kongresswahlen des Jahres 1906 wurde er im sechsten Wahlbezirk von Louisiana in das US-Repräsentantenhaus in Washington, D.C. gewählt, wo er am 4. März 1907 die Nachfolge von Samuel Matthews Robertson antrat. Da er im Jahr 1908 von seiner Partei nicht mehr nominiert wurde, konnte er bis zum 3. März 1909 nur eine Legislaturperiode im Kongress absolvieren. Nach seinem Ausscheiden aus dem US-Repräsentantenhaus arbeitete Favrot wieder als Anwalt. Zwischen 1912 und 1916 war er Abgeordneter im Repräsentantenhaus von Louisiana.
1920 wurde er erneut für den sechsten Distrikt von Louisiana in den Kongress gewählt. Dort übernahm er am 4. März 1921 den bis dahin von Jared Y. Sanders gehaltenen Sitz. Nach einer Wiederwahl im Jahr 1922 konnte er bis zum 3. März 1925 zwei weitere Legislaturperioden im US-Repräsentantenhaus verbringen. Anschließend war er zunächst wieder als Anwalt in Baton Rouge tätig. Seit 1926 war er Richter im 19. Gerichtsbezirk von Louisiana. Dieses Amt bekleidete er bis zu seinem Tod am 26. Dezember 1934 in Baton Rouge.
Im Jahr 1907 geriet George Favrot in die Schlagzeilen, nachdem er Henry Aldrich, einen in Baton Rouge bekannten Arzt, mit drei Schüssen getötet hatte. Grund der Bluttat war eine angebliche Affäre Aldrichs mit Favrots Frau. Favrot, der zu dieser Zeit Kongressabgeordneter war, wurde fünf Monate lang in Untersuchungshaft genommen und dann von den Geschworenen als nicht schuldig freigesprochen.